# Big Fish Theory
Big Fish Theory — второй студийный альбом американского хип-хоп исполнителя Винса Стейплса. Альбом получил превосходные оценки от профессиональных музыкальных рецензентов.
Релиз вышел 23 июня 2017 года при поддержке Def Jam Recordings, ARTium Recordings и Blacksmith Records. Продюсерами альбома являются Justin Vernon, Flume, Zack Sekoff, Sophie, Ray Brady, Jimmy Edgar и GTA, а в качестве гостей выступили Kendrick Lamar, Ty Dolla Sign, Juicy J, ASAP Rocky, Damon Albarn, Kilo Kish и Ray J.

## Разработка и продвижение
3 января 2017 года Винс анонсировал о скором выходе таинственного «что-то» под названием «BagBak», который, как ранее предполагалось, обернётся в полноценный проект. Однако в начале февраля он опубликовал не альбом, а первый сингл со времён выхода его последнего EP, Prima Donna, — «BagBak». 13 марта 2017 года Винс сообщил, что его новый студийный альбом будет иметь название Big Fish Theory. 18 мая вышел музыкальный видеоклип на второй сингл с грядущего альбома под названием «Big Fish». Позже исполнитель назвал точную дату выхода альбома — 23 июня 2017 года. 8 июня Винс опубликовал последний, третий сингл «Rain Come Down». 11 июня в своём инстаграме он сообщил трек-лист альбома.
| Совокупная оценка    | Совокупная оценка |
| Источник             | Оценка            |
| -------------------- | ----------------- |
| Metacritic           | 89/100            |
| Оценки критиков      |                   |
| Источник             | Оценка            |
| AllMusic             | [ 13 ]            |
| The A.V. Club        | A-                |
| Clash                | 8/10              |
| Entertainment Weekly | A-                |
| The Guardian         | [ 17 ]            |
| The Line of Best Fit | 9/10              |
| NME                  | [ 19 ]            |
| Pitchfork            | 8.7/10            |
| Rolling Stone        | [ 21 ]            |

## Список композиций
| №                   | Название                        | Автор(ы) | Producer(s)         | Длительность |
| ------------------- | ------------------------------- | --- | ------------------- | ------------ |
| 1.                  | «Crabs in a Bucket»             | Vincent Staples Zack Sekoff Justin Vernon Kilo Kish Lakisha Robinson                                                               | Sekoff Vernon [a]   | 3:17         |
| 2.                  | «Big Fish»                      | Staples Christian Rich Taiwo Hassan Christian Rich Kehinde Hassan Jordan Houston                                                   | Christian Rich      | 3:18         |
| 3.                  | «Alyssa Interlude»              | Staples Sekoff Rodger Penzabene Barrett Strong Norman Whitfield                                                                    | Sekoff              | 2:38         |
| 4.                  | «Love Can Be...»                | Staples Matthew Toth Julio Mejia Damon Albarn Robinson Alonzo Mathis Dana Ramey Christopher Hussery Ray J William Ray Norwood, Jr. | GTA                 | 2:58         |
| 5.                  | «745»                           | Staples Jimmy Edgar | Edgar               | 3:47         |
| 6.                  | «Ramona Park is Yankee Stadium» | Staples Raymond Edward Brady III                                                                                                   | Ray Brady           | 0:51         |
| 7.                  | «Yeah Right»                    | Staples Sophie (musician) Samuel Long Flume (musician) Harley Streten Kendrick Duckworth Laura Jane Lowther                        | Sophie Flume [b]    | 3:08         |
| 8.                  | «Homage»                        | Staples Sekoff Robinson Joshua Murphy Julius Preston William Roberts II                                                            | Sekoff              | 2:53         |
| 9.                  | «SAMO»                          | Staples Long Rakim Mayers | Sophie              | 2:54         |
| 10.                 | «Party People»                  | Staples Sekoff | Sekoff              | 2:58         |
| 11.                 | «BagBak»                        | Staples Brady | Brady               | 2:41         |
| 12.                 | «Rain Come Down»                | Staples Tyrone Griffin, Jr Sekoff                                                                                                  | Sekoff              | 4:41         |
| Общая длительность: | Общая длительность:             | Общая длительность: | Общая длительность: | 36:04        |